# Brochon
Brochon è un comune francese di 759 abitanti situato nel dipartimento della Côte-d'Or nella regione della Borgogna-Franca Contea.

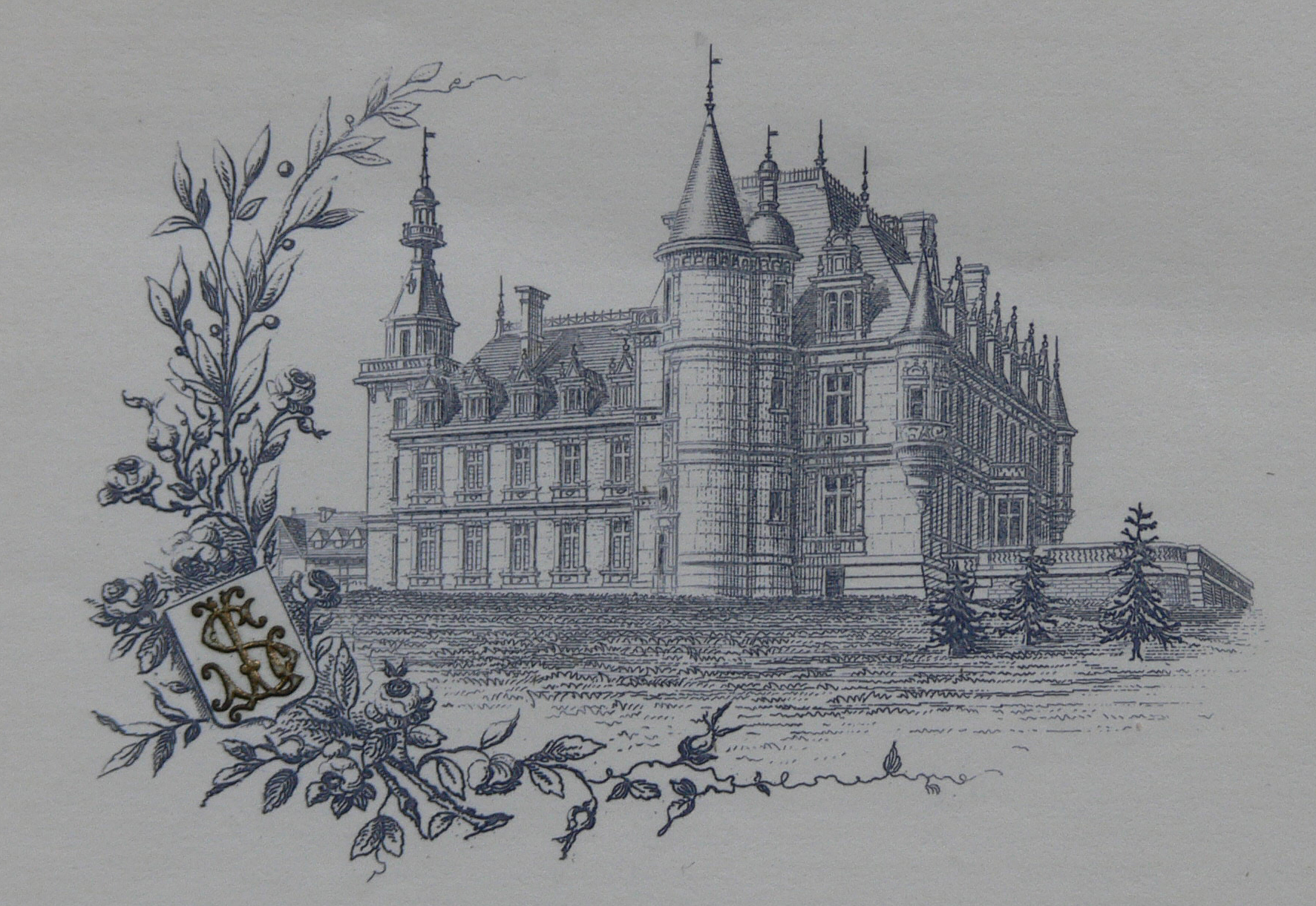
Il castello di Brochon, raffigurato sulla carta da lettera di Stéphen Liégeard

## Società

### Evoluzione demografica
Abitanti censiti